# Cortina (Trevías)
Cortina es un pueblo a orillas del río Mallene, afluente del río Esva, perteneciente a la parroquia de Trevías en el concejo de Valdés, situado a 17 km de Luarca sobre la N-634. La población empadronada a 1 de enero de 2010 era de 89 habitantes. Es un núcleo poblacional agrario típicamente asturiano, con casas individuales, hórreos y campos labrados. También tiene una pequeña capilla. La festividad del pueblo es Santiago Apóstol celebrado el penúltimo fin de semana de julio. Tiene varias casas de aldea.

## Demografía
| 106                        | 107 | 106 | 105 | 105 | 95 | 95 | 91 | 89 | 87 | 89 |
| (Fuente: [cita requerida]) |     |     |     |     |    |    |    |    |    |    |